# Warren B. Hooker

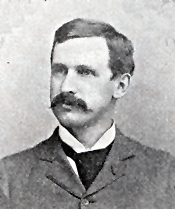
Warren B. Hooker (1896)

Warren Brewster Hooker (* 24. November 1856 in Perrysburg, Cattaraugus County, New York; † 5. März 1920 in Fredonia, New York) war ein US-amerikanischer Jurist und Politiker. Zwischen 1891 und 1898 vertrat er den Bundesstaat New York im US-Repräsentantenhaus.

## Werdegang
Warren Hooker besuchte die öffentlichen Schulen seiner Heimat und die Forestville Free Academy. Nach einem anschließenden Jurastudium und seiner 1879 erfolgten Zulassung als Rechtsanwalt begann er in Forestville in diesem Beruf zu arbeiten. Zwischen 1878 und 1881 war er stellvertretender oder amtierender Bezirksrat (Special Surrogate) im Chautauqua County. In den Jahren 1882 bis 1884 lebte er in Tacoma im heutigen Staat Washington, wo er als Anwalt praktizierte. Anschließend zog er nach Fredonia im Staat New York. Zwischen 1884 und 1898 war er auch dort als Jurist tätig. In den Jahren 1889 und 1890 war er Ortsvorsteher (Town Supervisor) von Pomfret, zu dem Fredoria gehörte. Politisch schloss er sich der Republikanischen Partei an.
Bei den Kongresswahlen des Jahres 1890 wurde Hooker im 34. Wahlbezirk von New York in das US-Repräsentantenhaus in Washington, D.C. gewählt, wo er am 4. März 1891 die Nachfolge von William G. Laidlaw antrat. Nach vier Wiederwahlen konnte er bis zu seinem Rücktritt am 10. November 1898 im Kongress verbleiben. Ab 1895 war Hooker Vorsitzender des Committee on Rivers and Harbors. In seine Zeit als Kongressabgeordneter fiel der Beginn des Spanisch-Amerikanischen Krieges von 1898.
Hookers Rücktritt erfolgte nach seiner Ernennung zum Richter am Supreme Court of New York. Im Jahr 1899 wurde er offiziell in dieses Amt gewählt; seine Amtszeit lief bis 1913. Zwischen 1902 und 1909 gehörte er auch der Berufungskommission (Appellate Division) an. Im Jahr 1905 musste sich Richter Hooker einem Amtsenthebungsverfahren durch die New York State Legislature stellen. In diesem Verfahren wurde er freigesprochen. Ab 1914 praktizierte er wieder als Anwalt in Fredoria. Im Jahr 1919 wurde er vom State Supreme Court zum offiziellen Schlichter bestimmt. Er starb am 5. März 1920 in Fredonia, wo er auch beigesetzt wurde.